# San José de Miranda
San José de Miranda là một khu tự quản thuộc tỉnh Santander, Colombia. Thủ phủ của khu tự quản San José de Miranda đóng tại San José de Miranda Khu tự quản San José de Miranda có diện tích 85 ki lô mét vuông. Đến thời điểm ngày 28 tháng 5 năm 2005, khu tự quản San José de Miranda có dân số 5360 người.